# Horus Toro
Horus Toro (Pe Hor) fue un posible gobernante del Periodo protodinástico de Egipto. Se estima que su reinado transcurrió en el año 3200 a. C., en la época de la cultura Naqada III. 
La existencia del rey Toro (cuyo nombre sería Horus Toro) es objeto de controversia, porque se conocen muy pocas referencias: fue propuesta por el egiptólogo Günter Dreyer, que describió una inscripción con el nombre del gobernante en algunas piezas de cerámica y en la base de una estatua colosal del dios Min, cuyos fragmentos se encuentran en los museos de Oxford y El Cairo. La mayoría de los nombres de estos gobernantes se encuentran en la tumba Uj de Umm el-Qaab, Abidos, la del faraón Horus Escorpión I, pero allí no figura este rey Toro.
Otro indicio de la existencia de este faraón fue el descubrimiento en 2003 de una roca de Gebel Tyauty en el desierto occidental de Tebas, con inscripciones referentes a este faraón: su interpretación es la narración de una exitosa campaña de Horus Escorpión I, donde Horus Toro era el rey vencido en la batalla que fue, posiblemente, el origen de la concentración del poder en Egipto.